# Thomas Hanzon
Thomas Hanzon (født 20. juni 1962) er en svensk skuespiller og tidligere fodboldspiller.

## Liv og karriere
Hanzon spillede i sin ungdom fodbold hos Djurgårdens IF, men stoppede allerede som 18-årig for at fokusere på skuespil. På dette tidspunkt havde han nået at spille 21 kampe for Djurgården.
I 1982 startede Thomas Hanzon sin egen teatergruppe, som var aktiv indtil 1985. Samme år fik han sin scenedebut på Stockholms stadsteater. I 1989 blev han ansat på Dramaten og har været tilknyttet dette teater siden.

## Privatliv
Hanzon har tidligere dannet par med skuespillerinden Lena Endre som han har to børn med.

## Udvalgt filmografi
- Det niende kompagni (1987)
- Destination Nordsjön (tv-serie, 1990)
- Yrrol (1994)
- Zonen (tv-serie, 1996)
- Personlige samtaler (1996)
- Tic Tac (1997)
- C/o Segemyhr (tv-serie, 1999)
- Det store gennembrud (1999)
- Anna Holt - Polis (tv-serie, 1999)
- Troløs (2000)
- Hånden på hjertet (2000)
- Det største i verden (2001)
- Beck (tv-serie, 2002)
- Carambole (2005)
- Ørnen (tv-serie, 2006)
- Kodenavn Hunter (tv-serie, 2007)
- Livet i Fagervik (tv-serie, 2008)
- Livvagterne (tv-serie, 2010)
- Wallander (tv-serie, 2010)
- Mord i Skærgården (tv-serie, 2012)
- Maria Wern (tv-serie, 2013)
- Medicinen (2014)
- Således også på jorden (2015)
- Sverige er fantastisk (2015)
- Hamilton (tv-serie, 2020)
- Kodenavn: Annika (tv-serie, 2023)